# هری استینفیست
هری استینفیست (انگلیسی: Harry Stenqvist؛ ۲۵ دسامبر ۱۸۹۳ – ۹ دسامبر ۱۹۶۸) دوچرخه‌سوار اهل سوئد بود.
وی در مسابقات کشوری و بین‌المللی در مجموع برندهٔ ۱ مدال طلا، ۱ مدال نقره شده‌است.